# Клод д'Аннебо
Клод д'Аннебо (фр. Claude d'Annebault; 1495 — 2 листопада 1552, Ла-Фер) — французький аристократ, військовий діяч, адмірал, Маршал і адмірал Франції.

## Життєпис
Походив з аристократичної родини. Син Жана д'Аннебо, королівського придворного. Обрав для себе кар'єру військового. Вперше проявив себе при обороні Мезьєра у 1521 році. У 1525 році потрапляє у полон після битви при Павії. у 1528—1529 роках бере участь у військовій кампанії на території Ломбардії. У 1531 році призначається лейтенантом Філіпа Шабо, губернатора Нормандії.
Після смерті батька у 1534 році успадкував його посаду королівського мисливчого, а незабаром здобув значний вплив на короля Франциска I. У 1536 році був серед командувачів французької армії, яка воювала у П'ємонті. Під його орудою французи звитяжно захистили Турин від імператорських військ.
У 1537 році командує військами у Пікардії, де захоплює міста Сен-Поль та Теруан, але тут зненацька потрапляє у полон до іспанців. Клод д'Аннебо здобув волю лише після підписання миру у 1538 році. Тоді король Франциск надає йому титул маршала. Після цього з 1539 до 1543 року обіймав посаду губернатора П'ємонту. під час своєї каденції зміг відновити вплив та авторитет Франції в Італії.
У 1543 році повертається до Франції, де керує військовими діями на півдні Нідерландів. Він здобуває міста Люксембург та Ландерсі. Того ж року отримує посаду губернатора Нормандії. У 1544 році укладає мир зі Священною Римською імперією в Крепі, щоб приділити більше зусиль війні з Англією. У 1545 році призначається адміралом, на цій посаді керує військовими операціями проти англійського флоту. Спочатку він зміг встановити контроль над Ла-Маншем, блокував порт Плімут та острів Вайт. Після чого відбулася битва в протоці Солент (1545), але жоден з флотів не зміг домогтися перемоги.
По поверненню до Парижу д'Аннебо займається внутрішніми справами королівства. Завдяки його діям фінансовий стан корони значно поліпшився, скарбниця наповнилася грошима. Водночас починає перемовини щодо укладання союзу з Англією проти імператора Карла V. Але смерть короля Франциска I у 1547 році порушила ці плани. Новий король Генріх II позбавив Клода д'Аннебо усіх посад та вислав з Парижу.
У 1551 році король повертає д'Аннебо до військових справ — йому доручено керувати галерним флотом у Середземному морі. Головним завданням є боротьба проти герцога Козімо I Медічі та підтримка Сієни. У 1552 році викликається до Парижу, де очолює резервні війська під час нової війни з імперією. Того ж року захоплює м. Стене, після чого король призначає Клода губернатором Пікардії. В цей час він тяжко захворів й незабаром помер.

## Родина
Дружина — Франсуаза Турнемін (1520—1542), баронеса де Рец
Діти:
- Жан (1540—1562)
- Марія (1541—1568)